# Борисов, Александр Юрьевич
Александр Юрьевич Борисов (род. 14 августа 1959, Семипалатинск) — советский футболист, советский и казахстанский футбольный судья и инспектор.

## Биография
Александр Борисов родился 14 августа 1959 года в городе Семипалатинск.
Занимался футболом в семипалатинской ДЮСШ №4 гороно. Первым тренером был Виктор Шевелёв.
Играл на позиции нападающего. В 1976 году дебютировал в семипалатинском «Спартаке», который выступал в союзной второй лиге. Провёл в его составе четыре сезона, в 1979 году забил 21 мяч.
В 1980 году перешёл в «Кайрат» из Алма-Аты, выступавший в высшей лиге. За полтора года провёл в его составе только 3 матча. По словам Борисова, он из-за особенностей мышц не мог справиться с нагрузками, которые давал старший тренер «Кайрата» Игорь Волчёк, и регулярно травмировался. Забил 1 гол за дубль «Кайрата».
По ходу сезона-81 вернулся в семипалатинский «Спартак», за который провёл ещё 8 сезонов и завершил карьеру в 1988 году. В составе команды он забил 61 мяч. Лучшим периодом в «Спартаке» считает конец 70-х, когда команду тренировал Олег Волох.
В 1989 году начал судейскую карьеру, уже в 30 лет судил матчи первой лиги. Представлял Семипалатинск/Семей. Самым памятным матчем считает игру 1/16 финала Кубка СССР 1991 года между киевским «Динамо» и «Нефтяником» из Ахтырки.
В 1995 году стал арбитром ФИФА. В 1996 и 1998 годах работал на чемпионатах Азии среди юношей до 16 лет, в 1996 и 2003 годах — на Кубке Содружества. Трижды судил финалы Кубка Казахстана. В 1995 и 2006 годах признавался лучшим судьёй Казахстана. Завершил карьеру в 2007 году, когда ему исполнилось 48 лет.
Преподаёт теорию молодым казахстанским футбольным арбитрам. Работает инспектором, с 2013 года представляет Астану.

## Достижения

### В качестве судьи
- Лучший судья Казахстана (2): 1995, 2006.